# アスク出版
株式会社アスク出版は、日本の出版社。東京都新宿区に所在する。2008年1月に株式会社アスクから分離独立して創業し、2017年10月にアスクを吸収合併した。
英語、中国語、韓国語、日本語などの語学書の制作・発行を行っている。出版取次を通さない、書店との直取引が特徴である。

## 主な出版物
- 『はじめてのTOEIC L&Rテスト 全パート総合対策』
- 『TOEIC L&Rテスト 文法問題でる1000問』
- 『はじめての英検　総合対策』シリーズ
- 『英検 ライティング大特訓』シリーズ
- 『できる韓国語』シリーズ
- 『中国語検定 トレーニングブック』シリーズ
- 『出るとこだけ！ 中国語検定合格一直線』シリーズ
- 『HSK トレーニングブック』シリーズ
- 『日本語総まとめ』シリーズ
- 『にほんご500問』シリーズ
- 『TRY! 日本語能力試験』シリーズ
- 『日本語パワードリル』シリーズ
- 『日本語能力試験 模試と対策』シリーズ
- 『Practical Kanji』シリーズ
- 『レベル別日本語多読ライブラリー にほんごよむよむ文庫』シリーズ
- 日本留学試験対策『ハイレベル』シリーズ